# Hotel Atlantic
Hotel Atlantic er et hotel beliggende på Europaplads i Aarhus, tæt ved Aarhus Havn.
Hotellet blev opført i 1966 og renoveret i 2002, og består i dag af 102 værelser.
I september 2000 blev hotellets parkeringshus scene for et bombeattentat, der dog ikke kostede menneskeliv.

## Ekstern henvisning
- First Hotel Atlantics hjemmeside